# David Domgjoni
David Nue Domgjonas (* 21. Mai 1997 in Prizren, BR Jugoslawien), auch bekannt unter David Domgjoni, ist ein kosovarischer Fußballspieler.

## Karriere

### Verein
Domgjoni begann seine Laufbahn in der Fußballschule (Sports mastery school Loro Boriçi) des KF Shkëndija Tirana in Albanien, bevor er 2014 zum Erstligisten KF Tirana wechselte. Am 1. November 2015, dem 9. Spieltag der Saison 2015/16, gab er beim 2:1 gegen den FK Kukësi sein Profidebüt in der Kategoria Superiore, als er in der 89. Minute für Elis Bakaj eingewechselt wurde. Dies blieb sein einziger Ligaeinsatz für den albanischen Hauptstadtklub in dieser Spielzeit. Im Januar 2016 wurde er an den Zweitligisten KS Kastrioti Kruja verliehen. Für Kruja absolvierte er 13 Spiele in der Kategoria e parë, in denen er zwei Tore erzielte. Nach Leihende kehrte er zur folgenden Saison zu KF Tirana zurück und spielte bis Saisonende 13-mal in der Kategoria Superiore. Im Mai 2017 gewann die Mannschaft den albanischen Pokal.
Im September 2017 schloss er sich auf Leihbasis dem kosovarischen Erstligisten KF Liria an. Bis zum Ende der Spielzeit kam er zu 17 Partien in der IPKO Superliga, wobei er einmal traf. Im Sommer 2018 kehrte er nach Albanien zurück und wechselte fest zum nun erstklassig spielenden KS Kastrioti Kruja. Domgjoni bestritt 14 Spiele für Kruja in der Kategoria Superiore. Im Januar 2019 schloss er sich dem Ligakonkurrenten KF Laçi an. In einem Jahr absolvierte er insgesamt 28 Partien für Laçi in der höchsten albanischen Spielklasse und erzielte  ein Tor. Im Januar 2020 unterschrieb er einen Vertrag beim türkischen Zweitligisten Menemenspor. Er avancierte zum Stammspieler und kam in eineinhalb Jahren in der Türkei zu insgesamt 40 Spielen in der zweitklassigen TFF 1. Lig, wobei er dreimal traf. Im Sommer 2021 wechselte er zum Schweizer Erstligisten FC Luzern, bei dem der Innenverteidiger einen Vertrag bis 2023 erhielt.
Doch schon nach einem halben Jahr zog es ihn weiter zum polnischen Erstligisten Bruk-Bet Termalica Nieciecza und wiederum nur sechs Monate später schloss sich der Innenverteidiger Manisa FK in der türkischen TFF 1. Lig an. Von dort ging er zur Saison 2024 weiter zu Tobyl Qostanai nach Kasachstan. Hier blieb er die folgenden sieben Monate und wechselte dann wieder nach Albanien zum FK Partizani Tirana.

### Nationalmannschaft
Domgjoni spielte zwischen 2013 und 2015 mindestens zehnmal für diverse albanische Jugendnationalmannschaften. Am 8. Juni 2021 debütierte er dann im Freundschaftsspiel gegen Guinea (1:2) für die A-Nationalmannschaft des Kosovo, als er über die volle Spielzeit auf dem Feld stand. Bis zum Jahresende folgten noch zwei weitere Einsätze, anschließend wurde Domgjoni nicht mehr nominiert.

## Erfolge
KF Tirana
- Albanischer Pokalsieger: 2017